# ديفيد إي. كايزر
ديفيد إي. كايزر (بالإنجليزية: David E. Kaiser)‏ هو مؤرخ أمريكي، ولد في 1947.